# نیتن کرس
نیتن کارل کرس (به انگلیسی: Nathan Karl Kress) (زاده ۱۸ نوامبر ۱۹۹۲) بازیگر، فیلم و تلویزیون است.
او بازیگری را از سه سالگی شروع کرد. اکنون او به اسم نقش خود در شبکه نیکلودین در سریال آی کارلی به اسم فردی بنسون شناخته می‌شود.

## بخشی از فیلمشناسی

### سینمایی
- جوجه کوچولو (۲۰۰۵)
- به‌سوی طوفان (۲۰۱۴)

### تلویزیونی
- دکتر هاوس (۲۰۰۵) اپیزود "Spin"
- آی کارلی (۱۲–۲۰۰۷) بازیگر اصلی
- پنگوئن‌های ماداگاسکار (۲۰۱۰) صداپیشه اپیزود "Field Tripped"
- ویکتوریوس (۲۰۱۱) اپیزود "Who Did It to Trina?"
- جوابش را پیدا کن (۲۰۱۲) ۲ اپیزود